# ارمنستان در ۱۹۸۷
لیست زیر رویدادهایی است که در طی سال ۱۹۸۷ (میلادی) در ارمنستان اتفاق افتاده است.

## رویدادها

### اکتبر
- ۱۸ اکتبر - [۱]

## زادگان
- ۷ ژانویه: سیروشو، خواننده
- ۱۹ ژانویه: آرتور سارکیسف، بازیکن فوتبال
- ۱۹ ژانویه: ادگار مانوچاریان، بازیکن فوتبال
- ۸ مه: آرسن جولفالاکیان، کشتی‌گیر
- ۲۶ ژوئن: آرتور یدیگاریان، بازیکن فوتبال
- ۱۷ ژوئیه: تیگران هاماسیان، جاز پیانیست و آهنگ‌ساز
- ۲۷ ژوئیه: هریپسیمه خورشودیان، وزنه‌بردار
- ۲ اوت: یورا مووسیسیان، بازیکن فوتبال
- ۵ اوت: استفانی (خواننده)، هنرپیشه، و خواننده
- ۱۱ سپتامبر: سیوزانا کنتیکیان، بوکسور
- ۲۲ سپتامبر: میهران تساروکیان، خواننده و هنرپیشه
- ۷ دسامبر: لیلیت هوهانیسیان، خواننده

## درگذشتگان
- ۷ ژوئن: سامول گریگوریان، ۸۰، زبان‌شناس، شاعر، و مترجم
- ۱۱ اوت: متاکسیا سیمونیان، ۶۱، هنرپیشه
- ۴ دسامبر: روبن مامولیان، ۹۰، کارگردان سینما و تئاتر ارمنی-آمریکایی
- ۶ دسامبر: ساهاک کاراپتیان، ۸۱، فیزیولوژیست و سیاست‌مدار